# Gaillardia ×grandiflora
Hybride
Gaillardia ×grandiflora, la Gaillarde à grandes fleurs, est une espèce de plante à fleurs de la famille des Asteraceae. C'est une plante ornementale hybride, G. aristata × G. pulchella, obtenue par un jardinier belge inconnu et dont la description et représentation furent publiées par le botaniste Louis Van Houtte dans Flore des serres et des jardins d'Europe  t. 1183, en 1857 ,.

## Description

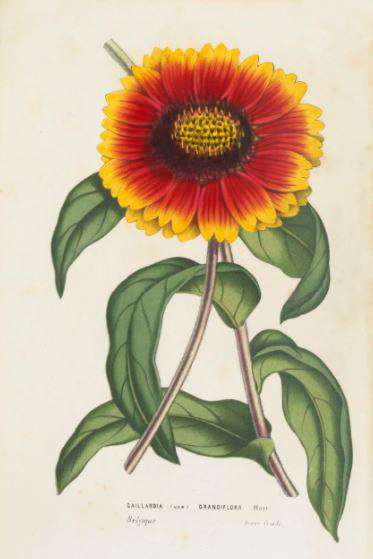
Représentation de Gaillardia var. grandiflora Hort. donnée par Louis Van Houtte en 1857 dans Flore des serres et des jardins d'Europe.

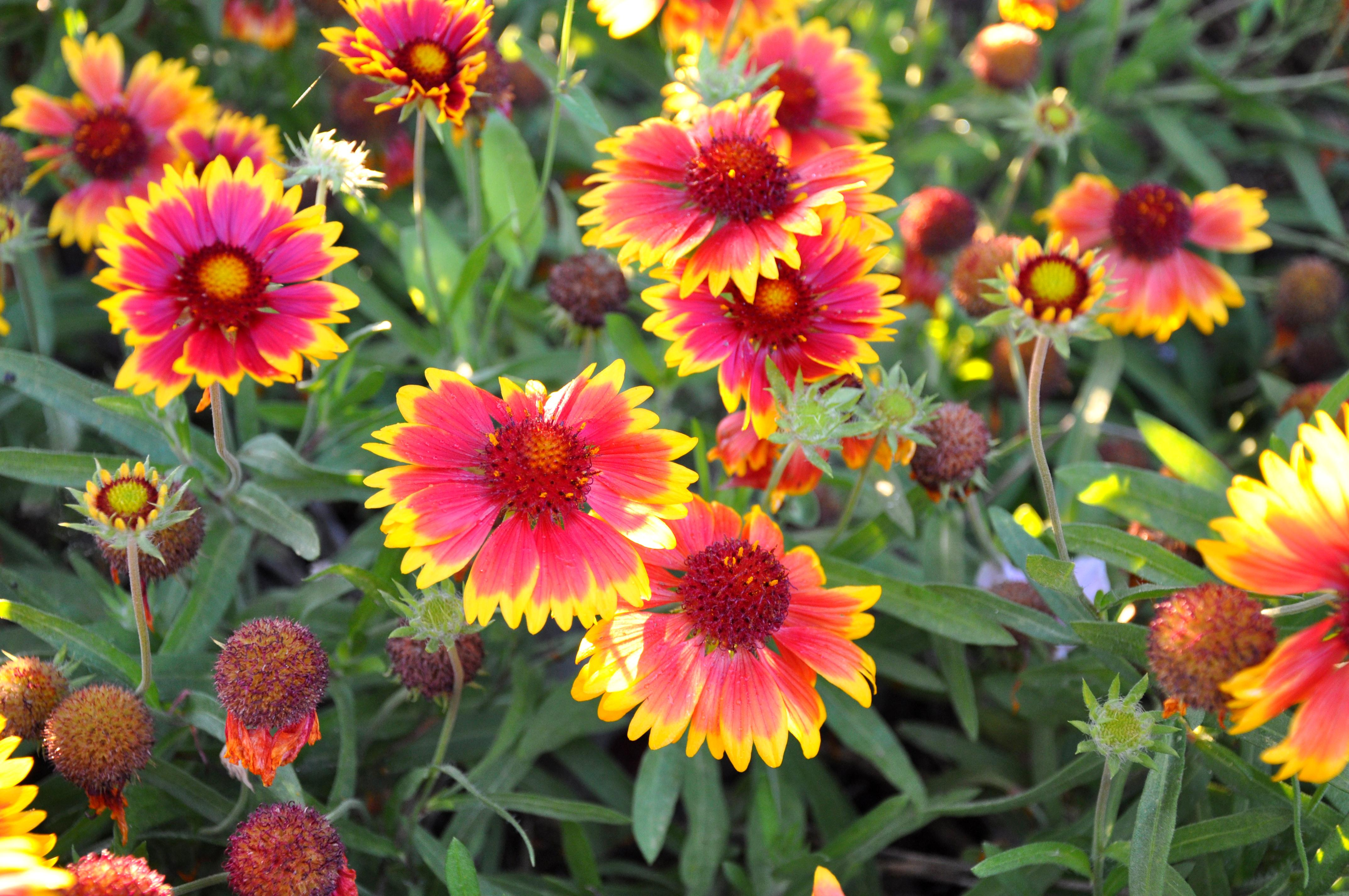
Gaillarde à grandes fleurs.

La gaillarde à grandes fleurs est une plante vivace, à rameaux lignifiés à la base, en touffe de 40 à 80 cm de haut. Les tiges supérieures sont poilues, vertes ou pourpres.
Le feuillage est semi-persistant suivant le climat. Les feuilles sessiles, vert à vert-gris, poilues sont lancéolées entières à plus ou moins lobées.
Elle possède de grandes inflorescences en capitules (de 8-10 cm, voire plus) formées de fleurons à ligules trifides entourant un disque hémisphérique de fleurons tubulaires hermaphrodites. Les ligules sont jaunes à l'apex et rouge orange à la base. Le réceptacle est convexe. La floraison s'étale du printemps à l'automne.
Les fruits sont des akènes blonds à longs poils surmontés d'une aigrette.

## Habitat
La Gaillarde à grandes fleurs est une plante cultivée ornementale.
On la rencontre aussi dans les friches du Puy-de-Dôme où elle s'est échappée (dans les Limagnes marno-calcaires, et le bassin d’Arlanc, dans le Puy-de-Dôme).

## Cultivars
Natacha Mauric cite quatorze hybrides, dont
- Gaillardia ×grandiflora 'Amber Wheels' 75 cm de haut, à fleurs à double rang de ligules jaune orangé, à base lavé de rouge
- Gaillardia ×grandiflora 'Arizona Apricot' 30 cm de haut, fleurs rouge brique à pointe jaune
- Gaillardia ×grandiflora 'Yellow Queen' à fleurs jaunes